# Jessica Wittner
Jessica Wittner (* 15. März 1983 in Fresno, Kalifornien) ist eine US-amerikanische Raumfahrtanwärterin der NASA und Pilotin der United States Navy.

## Leben und Karriere
Wittner wurde 1983 im kalifornischen Fresno geboren. Nach ihrem Schulabschluss an der Buchanan High School in Clovis, Kalifornien, arbeitete sie ab 2001 als Flugzeugmechanikerin der United States Navy. Im Jahr 2009 erwarb sie an der University of Arizona einen Bachelor of Science und 2018 an der Naval Postgraduate School einen Master of Science in Luft- und Raumfahrttechnik.
Sie absolvierte eine Flugausbildung bei der U. S. Navy in Pensacola, Florida, und war danach als Pilotin von F/A-18-Kampfflugzeugen beim Strike Fighter Squadron 34 in Virginia Beach, Virginia, tätig. Nach ihrem Abschluss an der U. S. Naval Test Pilot School in Patuxent River, Maryland, arbeitete sie als Testpilotin und Projektoffizierin beim Air Test and Evaluation Squadron 31 im kalifornischen China Lake. Danach war sie im Stab des Carrier Air Wing Nine in Lemoore, Kalifornien, tätig.
Im Januar 2022 begann sie mit der zweijährigen Astronautenausbildung der NASA, für die sie im Dezember 2021 unter rund 12.000 Bewerbern ausgewählt worden war.